# Farkas János (református lelkész)
Farkas János (Losonc, 1755. január 18. – Komárom, 1812. június 12.) református lelkész, egyházi író, esperes.

## Élete
Előbb Karcagon, majd Debrecenben tanult, ahol 1773. április 24.-én lépett a felső osztályba (aláírta az iskolai törvényeket); 1781-től köztanító, majd contrascriba, 1784. április 5-étől főiskolai senior volt ugyanott. Ezután külföldre ment, a bécsi egyetemen fél évet töltött, 1785 nyarától 1787 őszéig Bernben, később Baselben tantult. Miután hazatért, 1787 novemberétől Kecskeméten volt tanár és 1794 áprilisától révkomáromi lelkész, később az egyházmegye seniora, 1806-tól esperese és kétszer volt országgyűlési pap. 1803-ban Kazinczy Ferenc is meglátogatta. Özvegyet és öt árvát hagyott maga után.

## Munkái
- Halotti prédikáczió, melyet felséges kir. herczeg Sándor Leopoldnak Magyarország néhai igen kedves palatinusának véletlenűl történt halálára készitett és a szab. kir. Rév-Komárom városában lévő evang. reform. gyülekezet előtt elmondott… 1795. aug. 9. Komárom.
- Hála-adó prédikáczió, melyet cs. és kir. vitéz seregek dicső győzedelmeinek, nevezetesen Mantua megvételének hire hallására készitett és mondott 1799. aug. 18. Komárom.
- Halotti prédikáczió, melyet néhai tek. ns. Darányi Julianna aszonynak tek. ns. vit. Sárközy Zsigmond igen kedves élete párjának eltemettetésekor elmondott 1807. jan. 6. Komárom.
- Halotti prédikáczió, melyet néhai t. n. Pázmándy Johanna ifjú asszonynak t. n. v. Karátson Dániel úr igen kedves élete párjának eltemettetésekor elmondott Kömlődön 1807. eszt. szept. 22. Komárom.
- Halotti prédikáczió, melyet néhai… Pázmándy Jósef úrnak… utolsó tiszteletére a bőnyi templomban elmondott 1810. ápr. 12. Győr.